# روث سيمونز
روث سيمونز (3 أكتوبر 1913 بكرايستشرش في نيوزيلندا - 11 سبتمبر 2004) (بالإنجليزية: Ruth Symons)‏ هي لاعبة كريكت نيوزلندية. شاركت مع منتخب نيوزيلندا الوطني للكريكت.

## وصلات خارجية
- روث سيمونز على موقع إي آس بي آن كريك إنفو (الإنجليزية)